# Hanchinal, Parasgad
Hanchinal là một làng thuộc tehsil Parasgad, huyện Belgaum, bang Karnataka, Ấn Độ.